# استیو مورابیتو
استیو مورابیتو (انگلیسی: Steve Morabito؛ زادهٔ ۳۰ ژانویهٔ ۱۹۸۳) دوچرخه‌سوار اهل سوئیس است.
از باشگاه‌هایی که در آن رکاب زده‌است می‌توان به تیم دوچرخه‌سواری اف‌دی‌جی، تیم دوچرخه‌سواری فوناک، تیم آستانه، و تیم بی‌ام‌سی اشاره کرد.